# نيفادا جولد ماينز
نيفادا جولد ماينز (بالإنجليزية: Nevada Gold Mines)‏ هو مشروع مشترك تأسس في 1 يوليو 2019 بين باريك للذهب (ملكية 61.5٪) مؤسسة نيومونت للتعدين (ملكية 38.5٪) من خلال الجمع بين أصول تعدين الذهب الكبيرة في شمال ولاية نيفادا. تشمل الأصول في مناجم الذهب في نيفادا 10 مناجم تحت الأرض و 12 منجمًا سطحيًا بالإضافة إلى المرافق ذات الصلة. باريك جولد هو مشغل نيفادا جولد ماينز.